# Hovgårdssten

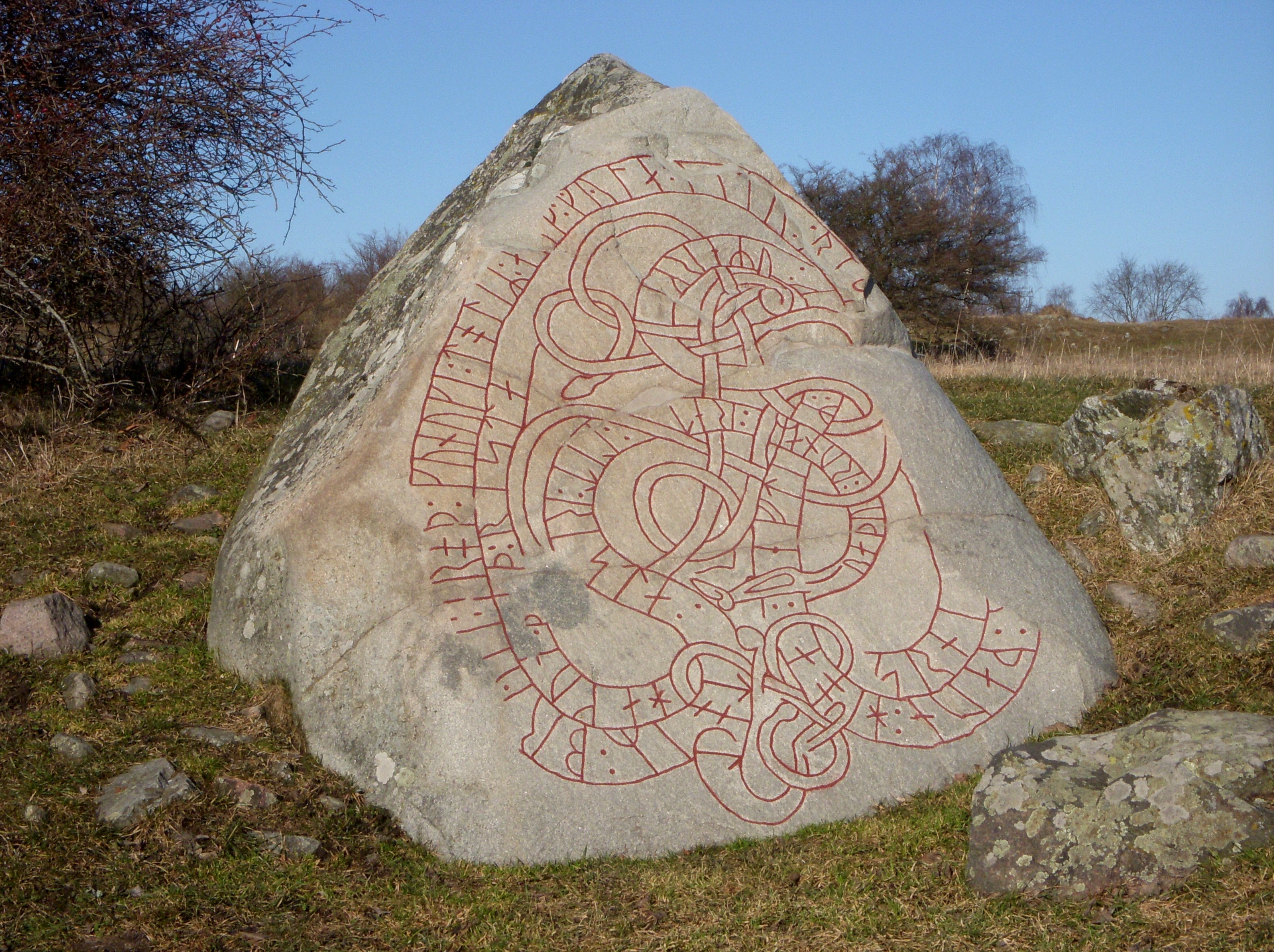
Hovgårdssten

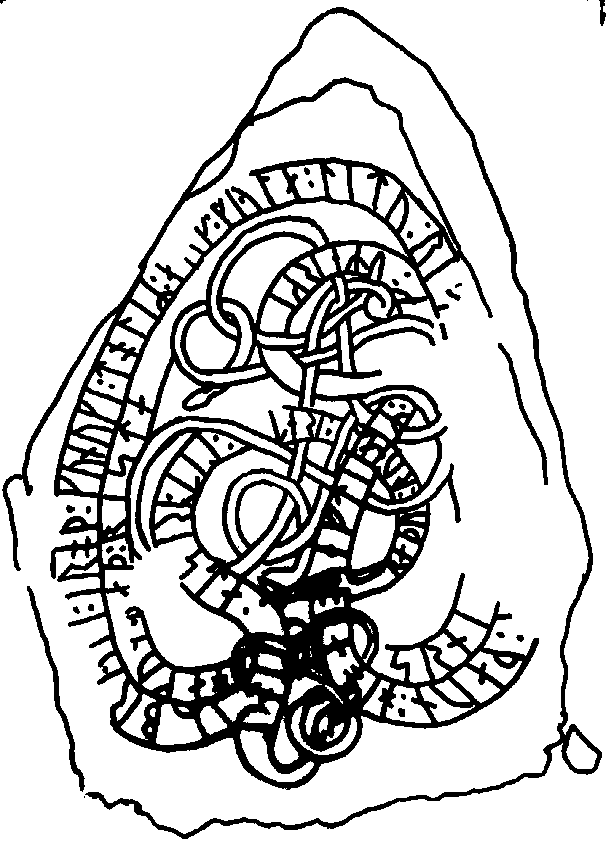
Hovgårdssten

Der Hovgårdssten (Rundata U 11), auch Håkansten genannt, ist ein etwa 7,0 Tonnen schwerer Runenstein, der aus einem ansonsten unbearbeiteten Findling erstellt und bei der Hafeneinfahrt von Hovgården auf Adelsö in der Gemeinde Ekerö in Uppland in Schweden aufgestellt wurde. Der in die Zeit zwischen 1065 und 1080 datierte Runenstein steht an einem Hang direkt am Mälaren, unweit von Birka. Hovgården war ein sogenannter Kungsgården (deutsch Königshof).
Die Ritzung im Schlangenband erfolgte in einen grauen Granitfelsen. Der Block ist 2,75 m breit, 1,4 m dick und mittig 1,4 m hoch. Bereits im 17. Jahrhundert fehlten einige der Runen und die Verzierung am rechten Rand. Um das Jahr 1065 wurde der Felsblock an der damals etwa 2,0 m höher anstehenden Wasserlinie des verkehrsreichen Hafens platziert, so dass jeder, der auf dem Seeweg kam, die Inschrift sah.
Der Text bezieht sich auf einen Tolir, der Amtmann eines Königs Håkan war und seine Frau Gyla oder Gylla. Als Håkan kommt Håkan der Rote infrage, von dem angenommen wird, dass er vor Inge dem Älteren regierte. Um 1070 war Håkan der Rote in Västergötland, wo er auch starb, nachweislich als König anerkannt. Die Zeit zwischen Stenkils Tod im Jahre 1066 und der Regierung von Inge I. um das Jahr 1080 ist eine der unsichersten der Geschichte Schwedens. Bekannt sind die Namen von fünf Männern, die behaupten Könige gewesen zu sein. Die Quellen erwähnen auch einem König Hakan. Der Stein ist besonders interessant, weil er das erste Mal das Wort „König“ erwähnt.